# Curse
Ne doit pas être confondu avec Curses.
Curse (カース, en japonais) (littéralement « Malédiction »), est un jeu vidéo de type shoot 'em up développé et édité par Micronet co., Ltd., sorti en 1989 sur Mega Drive. Il n'est jamais sorti hors du Japon.